# Anisocentropus minutus
Anisocentropus minutus är en nattsländeart som först beskrevs av Martynov 1930.  Anisocentropus minutus ingår i släktet Anisocentropus och familjen Calamoceratidae. Inga underarter finns listade i Catalogue of Life.